# Soestdijk
Soestdijk est un hameau, aujourd'hui quartier, situé dans les communes néerlandaises de Baarn et de Soest, dans la province d'Utrecht.
Dans ce hameau est situé le palais royal de Soestdijk, sur le territoire de la commune de Baarn.